# 高瀬王
高瀬王（たかせおう、天平勝宝4年（752年） - 天長5年6月11日（828年7月26日））は、奈良時代から平安時代初期にかけての皇族。官位は従四位下・讃岐権守。

## 経歴
大同5年（810年）薬子の変の最中に従五位下・弾正弼に叙任される。嵯峨朝の後半に昇進し、弘仁7年（816年）従五位上、弘仁13年（822年）従四位下に至る。
天長5年（827年）6月11日卒去。享年77。最終官位は讃岐権守従四位下。

## 官歴
『日本後紀』による。
- 時期不詳：正六位上
- 大同5年（810年） 9月10日：従五位下。9月16日：弾正弼
- 弘仁7年（816年） 正月7日：従五位上
- 時期不詳：正五位下
- 弘仁13年（822年） 10月1日：従四位下
- 時期不詳：讃岐権守
- 天長5年（827年） 6月11日：卒去（讃岐権守従四位下）